# Fernando Mazariegos
José Fernando Mazariegos Anleu (Panajachel, 21 de marzo de 1938-Ciudad de Guatemala, 2 de junio de 2018) fue un inventor guatemalteco, reconocido en varios países de Latinoamérica, Asia y África, por la creación del filtro de agua potable denominado «Ecofiltro», el cual fue elaborado en 1990 como parte de un proyecto del Instituto Centroamericano de Investigación y Tecnología Industrial (ICAITI).

## Biografía
Mazariegos nació en Panajachel, Sololá, en marzo de 1938. Se graduó en química farmacéutica en la Universidad de San Carlos de Guatemala, y se especializó en control de calidad en la Asociación Francesa de Normalización y Control de Calidad. Su desarrollo profesional lo realizó en el Instituto Centroamericano de Investigación y Tecnología Industrial (ICAITI), institución que le permitió compartir sus conocimientos en favor del desarrollo ambiental de los centros urbanos de la región centroamericana, en donde efectuó una serie de seminarios y proyectos para municipalidades. Por sus investigaciones realizó viajes a  Argentina, Francia, México y a Estados Unidos. Su muerte fue el 2 de junio del 2018 por un paro cardiorrespiratorio.

## El Ecofiltro
El objetivo del ecofiltro fue obtener agua potable a bajo costo, aprovechar materias primas y tecnología local, y que fuera fácil de fabricar. Sin embargo, su desarrollo alcanzó objetivos más allá de la meta trazada. El proyecto consistió en la elaboración de un filtro de agua potable que proporciona 83 litros a la semana de agua pura, mediante un filtro artesanal fabricado a bajo costo. Se trabajó en el desarrollo tecnológico aplicado a la utilización de materiales y materias que favorecieran el proceso de filtración. Como él mismo declaró: «Nuestro proyecto consistió en la elaboración de un filtro de agua potable que proporciona 22 galones americanos (83,3 L) a la semana de agua pura, mediante un filtro artesanal fabricado a bajo costo. No inventamos la filtración, sino que se trabajó en el desarrollo tecnológico que fue aplicado a la utilización de materiales y materias que favorecieran el proceso».
El filtro se desarrolló con el fin de ponerlo al servicio de la población y de la humanidad , y ya se utiliza en países de África, Asia, Caribe y América del Sur. Paradójicamente, en Colombia es difícil su aceptación. Uno de los máximos responsables de la extensión en el uso de estos filtros fue Ron Rivera con su organización Potters for peace.

## Premios
Los resultados favorables le permitieron obtener el premio otorgado por la Asociación latinoamericana de Ingeniería Sanitaria y Ambiental, y el galardón Market Place Award for Sustainable Technology (1893 y 2763), otorgado por el Banco Mundial, debido a su aporte a la humanidad.